# Dragan Holcer
Dragan Holcer (19. ledna 1945 Zwiesel – 23. září 2015 Split) byl chorvatský fotbalista reprezentující Jugoslávii. S její reprezentací získal stříbrnou medaili na mistrovství Evropy v roce 1968, na závěrečném turnaji nastoupil ke všem třem utkáním. Za národní tým nastupoval v letech 1965–1974 a odehrál za něj celkem 52 utkání. V Jugoslávii hrál za kluby Radnički Niš (1963–1967) a Hajduk Split (1967–1975). S Hajdukem se stal třikrát mistrem Jugoslávie (1970/71, 1973/74, 1974/75) a vybojoval tři jugoslávské poháry (1971/72, 1972/73, 1973/74). Byl velkou osobností nejslavnější éry Hajduku v první polovině 70. let, kdy také nosil kapitánskou pásku. Závěr kariéry strávil v německých klubech VfB Stuttgart (1975–1981) a Schalke 04 (1981–1982). Hrával zejména na postu obránce. Po skončení hráčské kariéry působil jako funkcionář Hajduku. Narodil se v nacistickém koncentračním táboře, kde byl vězněn spolu se svým otcem, jugoslávským partyzánem, i zbytkem rodiny.